# Кортана (Halo)
Корта́на (англ. Cortana) — вымышленный искусственный интеллект, персонаж серии игр Halo. Озвучена Джен Тэйлор. Впервые Кортана появляется в Halo: Combat Evolved и продолжениях Halo 2, Halo 3 и Halo 4, Halo 5: Guardians и Halo Infinite. Во время игры, Кортана предоставляет описание и тактическую информацию для игрока, который выступает в роли Джона-117.
Кортана послужила прообразом, а также дала своё имя виртуальной голосовой помощнице от Microsoft.

## Дизайн персонажа

### Озвучивание
Актриса озвучания Джен Тейлор озвучивает Кортану в большинстве её появлениях. Несмотря на то, что Дженнифер участвовала в озвучке других персонажей компьютерных игр, например, Принцессы Пич, она не считает себя геймером. Тейлор была знакомой Джозефа Стэйтена по колледжу, именно он порекомендовал её как кандидата на озвучку Кортаны звуковику Мартину О’Доннеллу. При выборе актёра озвучания Bungie хотела, чтобы у Кортаны был британский акцент. О’Доннелл вспоминает, что у Тейлор он получался, но слишком напоминал её роль в No One Lives Forever. Идея с акцентом была заброшена, хотя в речи персонажа и встречаются коллоквиализмы, свойственные британскому английскому. Тейлор вспоминает, что ключевой установкой от Bungie было не сделать персонажа надоедливым несмотря на то, что Кортана является помощником игрока. «Они хотели, чтобы она была как соседка, как ваш лучший друг, с которым хочется тусоваться», — говорит актриса. Она чувствует, что изображать Кортану местами было сложно, так как персонажу недостаёт физического воплощения.
На протяжении нескольких лет после выпуска первой игры серии Тейлор дистанцировалась от персонажа. Она посетила лишь одну фан-конвенцию за шесть лет после выпуска Halo: Combat Evolved и никогда не видела многих кат-сцен с Кортаной в завершённом виде до вечеринки по случаю релиза Halo 3. Начиная с Halo 3 Тейлор чувствовала свою роль более драматичной и менее жаргонной, и с течением времени отношения между актрисой и её персонажем изменились. «По началу я радовалась уже тому факту, что была принята на работу, и только после значительно лучше познакомилась с персонажем, приняла её и заинтересовалась в ней пока она разрабатывалась, — вспоминает она, — И я в своём роде влюбилась в Кортану настолько, насколько можно влюбиться в персонажа. Она выдающаяся». Во время разработки Halo 4 Тейлор впервые за историю серии Halo озвучивала Кортану в той же комнате, что и Стив Даунс, подаривший свой голос Мастеру Чифу. Актриса заявляет, что делала это, чтобы придать диалогам большей аутентичности и реалистичности. Тейлор также озвучила Кортану в телесериале Halo.

## Свойства
Кортана создана из клонированного мозга доктора Кэтрин Элизабет Халси, создателя проекта SPARTAN-II. Синаптические сети Хэлси стали основой для процессоров Кортаны. В соответствии с романами из серии Halo, Кортана классифицируется как «умный» ИИ, а это означает, что её творческая матрица способна развиваться, в отличие от матрицы «глупого» ИИ. Эта способность позволяет Кортане учиться и адаптировать свои основные параметры, но реализовано это за счёт ограниченной «продолжительности жизни» равной семи годам.
Кортана способна взламывать чужеродные компьютерные системы и расшифровывать передачи, иногда сама довольна своими способностями.